# Simocephalus serrulatus
Simocephalus serrulatus är en kräftdjursart som först beskrevs av Koch 1841.  Simocephalus serrulatus ingår i släktet Simocephalus och familjen Daphniidae. Inga underarter finns listade i Catalogue of Life.